# The Lucky Loser
The Lucky Loser è un cortometraggio muto del 1912. Il nome del regista non compare nei credit del film.

## Produzione
Prodotto dalla Eclair American.

## Distribuzione
Il film - un cortometraggio in una bobina - uscì nelle sale cinematografiche USA il 3 ottobre 1912, distribuito dall'Universal Film Manufacturing Company.